# Nannoleon michaelseni
Nannoleon michaelseni är en insektsart som beskrevs av Peter Esben-Petersen 1928. 
Nannoleon michaelseni ingår i släktet Nannoleon och familjen myrlejonsländor. Inga underarter finns listade i Catalogue of Life.